# Курт Танцер
Курт Танцер (нім. Kurt Tanzer; 1 листопада 1920, Москва — 25 червня 1960, Іспанія) — німецький льотчик-ас винищувальної авіації, лейтенант резерву люфтваффе вермахту, майор люфтваффе бундесверу. Кавалер Лицарського хреста Залізного хреста.

## Біографія
Після закінчення льотної школи зарахований в навчальну групу 51-ї винищувальної ескадри, а 18 березня 1942 року переведений в 12-у ескадрилью. Учасник Німецько-радянської війни. 5 травня 1943 року здобув свою 35 перемогу. 6 травня протягом одного дня збив 4 радянські літаки, але і його літак (FW.190А-4) був підбитий, а сам Танцер поранений (на фронт зміг повернутися тільки на початку листопада 1943 року). В червні 1944 року переведений в штаб командира винищувальної авіації 5 і того ж місяця здобув 100-у перемогу. З 1 вересня 1944 року служив в штабі командира винищувальної авіації «Східна Пруссія». 10 лютого 1945 року переведений в 13-у ескадрилью 51-ї винищувальної ескадри, а 12 березня призначений її командиром. Всього за час бойових дій здійснив 723 бойові вильоти і збив 143 літаки, з них 126 радянських і 4 чотиримоторні бомбардувальники. Після закінчення війни працював на хімічній фабриці. 16 червня 1957 року вступив у ВПС ФРН. Загинув під час випробувального польоту на Lockheed T-33.

## Нагороди
- Нагрудний знак пілота
- Залізний хрест 2-го і 1-го класу
- Почесний Кубок Люфтваффе (15 лютого 1943)
- Німецький хрест в золоті (24 червня 1943)
- Лицарський хрест Залізного хреста (5 грудня 1943) — за 35 перемог.
- Авіаційна планка винищувача в золоті з підвіскою «700»

## Вшанування пам'яті
Ім'я Танцера вказане на меморіалі бундесверу.